# Acianthera toachica
Acianthera toachica är en orkidéart som först beskrevs av Carlyle August Luer och Dodson, och fick sitt nu gällande namn av Carlyle August Luer. Acianthera toachica ingår i släktet Acianthera och familjen orkidéer. Inga underarter finns listade i Catalogue of Life.